# Лаврентьєв Михайло Олексійович
Лавре́нтьєв Миха́йло Олексі́йович (рос. Михаил Алексеевич Лаврентьев; 6(19) листопада 1900, Казань — 15 жовтня 1980, Москва) — математик, доктор технічних наук (за сукупністю наукових робіт, 1934), доктор фізико-математичних наук (1935), академік Академії наук УРСР (1939), академік АН СРСР (1946). Герой Соціалістичної Праці (1967). Депутат Верховної Ради УРСР 2-го скликання. Депутат Верховної Ради СРСР 5—9-го скликань. Кандидат у члени ЦК КПРС у 1961—1976 роках.

## Життєпис
Народився 6(19) листопада 1900 року в місті Казані у родині науковця, згодом професора механіки спочатку Казанського, потім Московського університету.
У 1910—1911 роках перебував з батьками у місті Геттинген (Німеччина), де навчався в школі. У 1918 році закінчив Казанське комерційне училище і вступив на фізико-математичний факультет Казанського університету.
У 1921 році перевівся до Московського університету, який закінчив у 1922 році. П'ятирічну програму навчання він успішно засвоїв за три с половиною років. Ще до закінчення почав працювати викладачем (1921—1929). У 1921—1940 роках — на викладацькій роботі у вищих навчальних закладах Москви (Московський Університет, Московське вище технічне училище, Московський хіміко-технологічний інститут).
У 1922—1926 рр. — аспірант професора Лузіна, яка розробляла в той час питання теорії функцій дійсної змінної.
Після успішного захисту дисертації у лютому 1927 року був відряджений Наркомпросом для подальшого вдосконалення до Франції. В кінці 1927 року, після повернення з Франції, був обраний приват-доцентом Московського державного університету і членом Московського математичного товариства.
У 1929—1935 рр. одночасно з викладанням у Московському державному університеті працює в Центральному аерогідродинамічному інституті (ЦАГІ).
З 1935 року — старший науковий співробітник Математичного інституту ім. В. А. Стеклова Академії наук СРСР.
У 1939—1941 роках — директор Інституту математики АН УРСР. Під час німецько-радянської війни перебував у евакуації в місті Уфі Башкирської АРСР, де керував відділом математики Об'єднаного інститут фізики і математики Академії наук УРСР.
У 1944—1949 роках — директор Інституту математики АН УРСР. У передмісті Києва — у Феофанії, в напівзруйнованій церкві, з колегами досліджував дію підводного вибуху, виконуючи експериментальну перевірку розвиненої ним теорії.

Одночасно у 1945—1948 роках — віце-президент Академії наук Української РСР.
У 1948—1953 роках — завідувач кафедри математики фізико-технічного факультету Московського державного університету імені Ломоносова. У 1950—1953 роках — директор Інститут точної механіки і обчислювальної техніки АН СРСР. Одночасно, у 1951—1953 рр. — академік-секретар Відділення фізико-математичних наук АН СРСР.
У 1953—1955 роках — заступник наукового керівника КБ-11 (Ядерний центр в Арзамасі-16). У 1954—1957 роках , знову — академік-секретар відділення фізико-математичних наук АН СРСР. З 1954 року — член Президії АН СРСР.
У 1957—1975 роках — віце-президент Академії наук СРСР, голова Сибірського відділення АН СРСР, директор Інститут гідродинаміки АН СРСР у місті Новосибірську. З 1975 року працював у Московському фізично-технічному інституті.
На честь науковця названо астероїд 7322 Лаврентина.

## Нагороди
Герой Соціалістичної Праці (1967). Двічі лауреат Сталінської премії СРСР першого ступеня (1946) за цикл робіт з теорії квазіконформних відображень, а також робіт з гідродинаміки (1949). Лауреат Ленінської премії (1956), премії ім. С. Л. Лебедєва. Нагороджений п'ятьма орденами Леніна, чотирма орденами Трудового Червоного прапору, орденом Великої Вітчизняної війни ІІ ступеня, орденом Жовтневої революції, медаллю ім. М. В. Ломоносова, Орденом Почесного легіону.